# Posługa
Posługa (łac. ministerium; dawniej święcenia niższe, w tradycji wschodniej chirotesja, gr. χειροθεσία) – w chrześcijaństwie jest to urząd powierzany przez biskupa (rzadziej też przez prezbitera) wiernemu, który ma pełnić określone zadania w Kościele (w liturgii i poza nią). 
W świadomości katolickiej posługi odróżnia się od święceń sakramentalnych (które udzielane są przez nałożenie rąk), podobnie, jak w Kościołach prawosławnych odróżnia się chirotesję od chirotonii. Ceremonia (obrzęd) wprowadzenia w posługę nazywa się obecnie ustanowieniem (łac. institutio). Posługi obowiązujące obecnie w całym Kościele rzymskokatolickim to posługa katechisty, lektorat oraz akolitat. W Kościołach prawosławnych oraz Katolickich Kościołach Wschodnich praktykuje się udzielanie posług lektora oraz subdiakona.

## Kościół rzymskokatolicki

### Rys historyczny

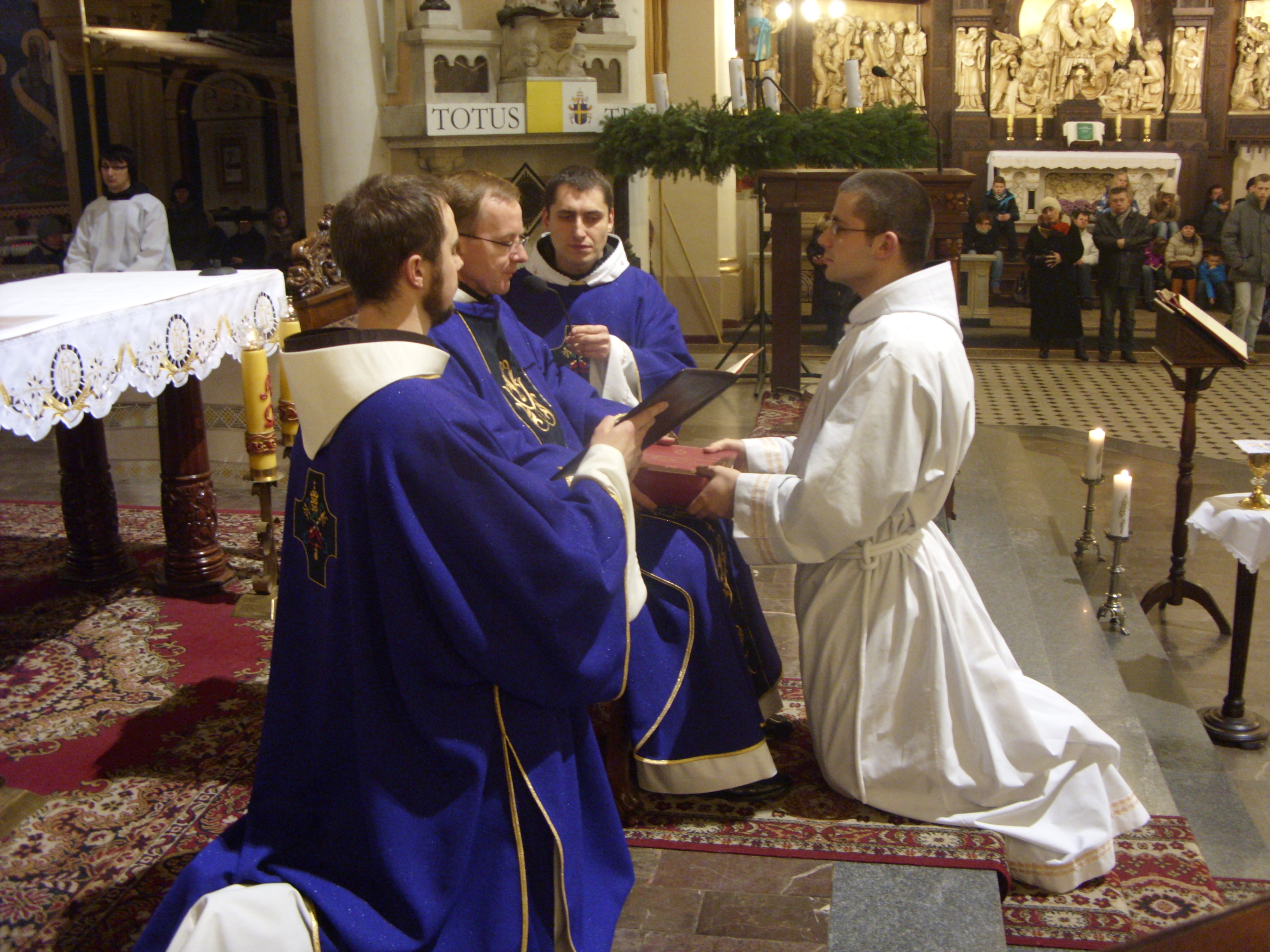
Udzielanie posługi lektoratu w bazylice w Katowicach-Panewnikach w 2012

Chrześcijaństwo czasów starożytnych znało i praktykowało szereg ustanowień (łac. institutiones), do których zaliczano takie stany w Kościele, jak wyznawcy, wdowy, lektorzy, dziewice, subdiakoni, egzorcyści (uzdrawiający), akolici, ostiariusze oraz doktorzy.
Gdy około piątego wieku drobniejsze urzędy kościelne (ostiariat, lektorat, egzorcystat, akolitat i subdiakonat) stały się wyłącznie stopniami prowadzącymi do kapłaństwa, nazwano je święceniami niższymi, dla odróżnienia od święceń wyższych (diakonatu, prezbiteratu i biskupstwa), związanych z posługą sakramentalną. Święceń niższych nigdy nie udzielano przez nałożenie rąk, ale przez wręczenie przedmiotu oznaczającego dany urząd (np. lektor otrzymywał księgę czytań biblijnych).
Za papieża Aleksandra II (1061–1073) subdiakonat zaliczono w Kościele łacińskim do święceń wyższych. Powodem było składanie przez kandydatów przyrzeczenia życia w celibacie i odmawiania brewiarza. Kolejnym argumentem było posługiwanie subdiakonów bezpośrednio przy ołtarzu i powierzenie im troski o naczynia liturgiczne. Teologicznie urząd ten nigdy nie wchodził w zakres świętej hierarchii (do której należeli diakoni, prezbiterzy i biskupi). 
Aż do Soboru Watykańskiego II w całym Kościele łacińskim obowiązywały posługi ostiariatu, lektoratu, egzorcystatu, akolitatu oraz subdiakonat. Ostiariat, lektorat, egzorcystat i akolitat nazywano przed tą reformą święceniami niższymi, a subdiakonat zaliczano do święceń wyższych. To zaliczenie subdiakonatu do święceń wyższych było wyłącznie rozwiązaniem prawnym, wynikającym z przyjęcia przez subdiakonów celibatu i obowiązku modlitwy brewiarzowej.  
15 sierpnia 1972 papież Paweł VI dokonał odnowy posług w swoim motu proprio Ministeria Quaedam. Dokument ten wszedł w życie z dniem 1 stycznia 1973. Papież zachował, jako obowiązujące obecnie w całym Kościele łacińskim, posługi lektora i akolity, przy czym Konferencje Biskupów mogą wnioskować do Stolicy Apostolskiej o zachowanie lub wprowadzenie innych (nowych) posług. Jednocześnie papież zakazał używania terminu "święcenia niższe", jako nieodpowiadającego prawdzie i współczesnej umysłowości.  
Przed 11 stycznia 2021 roku ustanowionym akolitą, podobnie jak i ustanowionym lektorem, mógł zostać tylko mężczyzna. Papież Franciszek w motu proprio Spiritus Domini dopuścił do tych posług również kobiety.  
W dniu 10 maja 2021 roku Papież Franciszek w swoim motu proprio Antiquum Ministerium formalnie zatwierdził posługę katechisty jako stałe powołanie w Kościele.  
Posługi udzielane są przez ordynariusza (biskupa lub wyższego przełożonego zakonnego) za pomocą stosownego obrzędu liturgicznego.  
Posługi powierza się na stałe. Ponadto posługi lektora i akolity muszą przyjąć i przez pewien czas wykonywać kandydaci do święceń diakonatu (zarówno stałego, jak i przejściowego – na drodze do kapłaństwa). 
W niektórych wspólnotach katolickich, przywiązanych do nadzwyczajnej formy rytu rzymskiego, alumnom seminariów udzielane są przed diakonatem posługi ostiariatu, lektoratu, egzorcystatu, akolitatu oraz subdiakonat, i to z zachowaniem rubryk tradycyjnego Pontyfikału.
Pod nieobecność ustanowionego lektora i akolity wykonywanie ich funkcji liturgicznych powierza się odpowiednio przygotowanym wiernym świeckim. Mogą być to np. ministranci, ministranci słowa Bożego (tzw. lektorzy promowani), nadzwyczajni szafarze Komunii Świętej, mistrz ceremonii (ceremoniarz) oraz animator liturgiczny. 
Tam, gdzie brakuje kapłanów, diakonów i ustanowionych katechistów, dopuszcza się do sprawowania funkcji (obowiązków) katechisty inne osoby świeckie, niebędące ustanowionymi katechistami.

### Akolita
Akolita ustanawiany jest do pomocy kapłanowi i diakonowi w sprawowaniu liturgii. Przed reformą Pawła VI był to czwarty, najwyższy ze stopni święceń niższych. Posługa ta obowiązuje w całym Kościele powszechnym. Papież Paweł VI powierzył akolitom część obowiązków, które dawniej należały do subdiakonów, a także przywrócił część funkcji, które odebrano akolitom na przestrzeni wieków (udzielanie Komunii św. jako szafarz nadzwyczajny).

### Egzorcysta
Egzorcysta ustanawiany był do przeprowadzania egzorcyzmów. Obecnie obowiązki w tym zakresie pełnią wyłącznie kapłani. Przed reformą Pawła VI był to trzeci ze stopni święceń niższych. Posługa ta bywa udzielana w środowiskach przywiązanych do nadzwyczajnej formy rytu rzymskiego.

### Lektor
Lektor ustanawiany jest do czytania słowa Bożego w zgromadzeniu liturgicznym. Przed reformą Pawła VI był to drugi ze stopni święceń niższych. Posługa ta obowiązuje w całym Kościele powszechnym.

### Ostiariusz
Ostiariusz ustanawiany był do pilnowania drzwi do świątyni oraz dzwonienia na nabożeństwa. Przed reformą Pawła VI był to pierwszy, najniższy ze stopni święceń niższych. Posługa ta bywa udzielana w środowiskach przywiązanych do nadzwyczajnej formy rytu rzymskiego.

### Katechista
Katechista ustanawiany jest do posługi przekazywania wiary (katechizacji). Od 10 maja 2021 roku posługa ta obowiązuje w całym Kościele powszechnym.

## Kościoły prawosławne oraz Katolickie Kościoły wschodnie
Posługi (chirotesje) udzielane zgodnie ze zwyczajem Kościołów wschodnich to lektor (cztiec) oraz subdiakon (ippodiakon). 
Niektóre funkcje liturgiczne mogą w czasie liturgii sprawować ministranci świeccy, nazywani w prawosławiu paramonarami, ponomarami lub prysłużnikami. Bez uzyskania chirotesji mogą oni m.in. podawać prezbiterowi kadzielnicę, świecę i księgi, wynosić świece, bić w dzwony, podawać prosfory i wino po Eucharystii, a także wykonywać inne czynności w czasie nabożeństwa.